# 結衣菜
結衣菜（ゆいな、12月30日 - ）は、日本の女性声優。埼玉県出身（出生地は岩手県）。主にアダルトゲームに声をあてている。

## 人物
声優になったきっかけは、兄に声優になることを勧められたことから。もともと声優になりたいと思っていたのは兄の方で、自身は小さい頃はアニメもほとんど観ておらず、アニメを観はじめたのも声優になってからだという。
名前の由来は、「○○が俺の嫁！」と呼ばれることに憧れて、そう呼ばれやすい名前をと思い名字のない名前にし、弟が将来自分の娘につけようと考えていた「ゆい」をもらって、さらに「ゆい」だけだと同じ名前の人が多いことから「菜」を足して「結衣菜」としたもの。
名前を間違えられることも多く、デビュー当初は結衣奈と漢字を間違えられたり、名字と名前の区切りを聞かれたり、読み方が分からないといわれるなどしたこともあり、初めて歌が収録されたCDでも名前を間違えてクレジットされてしまったという。
2014年9月に音楽同人サークル『ゆいなぐみ』を発足させて、クラウドファンディングを用いたオリジナルCDアルバム制作プロジェクトを立ち上げ、同年10月26日には1stアルバム『YOU』が発売された。

## 出演作品
太字は主役・メインキャラクター

### PCゲーム

#### 2010年
- キサラギGOLD★STAR（遠藤 沙弥）[5]

#### 2011年
- 純潔★女神さまっ!「種付けしてください、ダンナさまっ!」（デメテル、ナラシンハ）
- パパラブ〜パパとイチャエロしたい娘達と一つ屋根の下で〜（木崎 瀬苗）[6]
- 真・NOZOKI魔2〜女学寮の秘密〜（七海 ここあ）

#### 2012年
- はつゆきさくら（竹田 直子）[7]
- マテリアルブレイブ
- MISTAKE×MISCAST（望月 久優）

#### 2013年
- マテリアルブレイブ イグニッション
- へんたいイニシアチブ 〜妹と従姉妹に握られ性活〜（浅木 杏子）[8]
- パパドキッ!〜パパが大好きだけど、家族だから問題ないよね!〜（藤本 寧々）[9]
- PriministAr -プライミニスター-（その他）[10]
- バルドスカイゼロ（ケイ）[11]
- お兄ちゃんシェアリング（四ノ覇 ちこ）[12]
- 赤さんと吸血鬼。（赤さん）[13]
- 家族計画 Re：紡ぐ糸（高屋敷 末莉）

#### 2014年
- MeltyMoment -メルティモーメント-（その他）[10]
- おとなり恋戦争!（白川 蛍）[14]
- ひこうき雲の向こう側（生山 高江）[15]
- BALDR SKY ”Zero”2 -バルドスカイゼロ2-（ケイ）[16]
- 恋愛♥はーれむ 〜大好きって言わせて〜（鈴原 結衣菜）[17]
- 魔女こいにっき（時計坂 カノン）[18]
- ジンコウガクエン2（曹）[19]
- ちっちゃらぶアパート（早見 文香）[20]
- あの晴れわたる空より高く（暁 有佐）[21]
- お兄ちゃん、右手の使用を禁止します!（四ノ覇 ちこ）
- どうして、そんなに黒い髪が好きなの?（此花）

#### 2015年
- 1/7の魔法使い（二宮 愛華）[22]
- 妄想コンプリート!（小野寺 鞠）[23]
- シロガネ×スピリッツ!（桐生 千景）[24]
- ロリポップファクトリー（都田 なつ子）[25]
- 姫様LOVEライフ!（咲乃）[26]
- 私が好きなら「好き」って言って! （芹川 絵里） [27]
- さみだれグローインアップ!（門矢 八重佳）[28]

#### 2016年
- あけいろ怪奇譚（るり、るか）[29]
- あなたをオトコにしてあげる!（白土 つぐみ）[30]
- ナツイロココロログ（エウ君）[31]

#### 2017年
- お家に帰るまでがましまろです（皇鈴 紗々）
- 恋愛教室（セドナ・C・オールト）
- 姫様LOVEライフ!-もーっと! イチャイチャ☆ぱらだいす!-（咲乃）

#### 2018年
- はるとゆき、（最上 咲奈）
- 家の彼女（纏 絢萌）
- 家の妹（纏 絢萌）
- ろけらぶ-Location Love- 同棲×後輩（紫月 八千代）

#### 2019年
- 母性カノジョ2-知性 崩壊編-（桜井 伊夜）
- 家の恋人（纏 絢萌）
- ろけらぶ-Location Love- 電車×同級生（紫月 八千代）

### 一般作品
2013年
- 家族計画 Re：紡ぐ糸（高屋敷 末莉）[32]

2015年
- 魔女こいにっき Dragon×Caravan（時計坂 カノン）[33]

2016年
- シロガネ×スピリッツ!（桐生 千景）[34]

2017年
- はつゆきさくら（竹田 直子）[35]

### 同人ゲーム
- わんらば Vol.4 - 弥生 編 -（如月 弥生）[36]

### ドラマCD/ラジオCD
- ドラマCD はつゆきさくら
  - 〜ゴーストトラベル〜（竹田 直子、遠藤 沙弥）[37]
  - 第2巻 〜ゴーストウォー〜（竹田 直子、遠藤 沙弥）[37]
- そよぎと六花のRadio de ALcot de CD vol.01（第10回アーカイブゲスト）

### 音楽CD
- はつゆきさくら コンプリートサウンドトラック（『メリーゴーランドをぶっ壊せ』収録）[38]
- VA Compilation CD Panorama Vol.3（『狼男が恋をした』収録）
- YOU（結衣菜オリジナル1stアルバム）

### OVA
- 朝からずっしりミルクポットおちんぽみるく２杯目

### オンラインゲーム
- Lord of Walkure（メイヨウ、九尾狐、静珠華）
- ふるーつふるきゅーと！～創生の大樹と果実の乙女～（クシャル）
- アイオライトリンク（ムース）
- アイドルうぉーずZ 〜100人のディーバと夢見がちな僕〜（大空 美晴）
- 天穹ノ彼方の錬星郷（リナリア・フェスタ、燐光 愛茜）
- ジェミニシード(ベルナティオ、シャルテ、チェルシー、イヨ)

### インターネット番組
- ネットラジオ 家族計画 Re：紡ぐ糸（2013年5月21日 - 10月23日）[39]
- ぱじゃまソフトの魅力を伝えるニコ生 ぱじゃまパーティー☆（2013年12月20日 - 2014年4月25日）[40]
- 結衣菜のひとりあそび（2014年5月3日 - 2015年2月28日、全11回）[41]

### イベント出演
- 歌姫☆サミット（ライブ）[42]
- CHARASONIA (CV:)（ライブ）
- B.I.A.Live 5th 〜a place for brilliant and independent artists〜（ライブ）[43]
- eufonie＆ぱじゃまパーティ“も〜っとコラボキャラバン”（トークショー＆配布会）[44]
- Anime Eroge Relations（ライブ）[45]
- SAGA PLANETS FIRST SONIC 〜花咲ワークフェス2014〜（ライブ）[46]

### コラム
- 声優コラム ウサたん♪ゆいなのん♪「ももいろ☆ゆいないろ」（Getchu.com：2015年4月15日 - ）[47]

## 楽曲
- 狼男が恋をした（『キサラギGOLD★STAR』挿入歌）
- メリーゴーランドをぶっ壊せ（『はつゆきさくら』挿入歌）
- ドキドキ！True Love（『パパドキッ！〜パパが大好きだけど、家族だから問題ないよね！〜』主題歌）
  - 歌：PaPaDOKI☆Sisters（橘まお、このえゆずこ、結衣菜）
- やさしくKISSして（『おとなり恋戦争！』挿入歌）